# Søren Reese
Søren Reese (Ingstrup, 29 luglio 1993) è un calciatore danese, difensore dell'Horsens.